# 723 (szám)
A 723 (római számmal: DCCXXIII) egy természetes szám, félprím, a 3 és a 241 szorzata.

## A szám a matematikában
A tízes számrendszerbeli 723-as a kettes számrendszerben 1011010011, a nyolcas számrendszerben 1323, a tizenhatos számrendszerben 2D3 alakban írható fel.
A 723 páratlan szám, összetett szám, azon belül félprím, kanonikus alakban a 31 · 2411 szorzattal, normálalakban a 7,23 · 102 szorzattal írható fel. Négy osztója van a természetes számok halmazán, ezek növekvő sorrendben: 1, 3, 241 és 723.
A 723 négyzete 522 729, köbe 377 933 067, négyzetgyöke 26,88866, köbgyöke 8,97524, reciproka 0,0013831. A 723 egység sugarú kör kerülete 4542,74298 egység, területe 1 642 201,586 területegység; a 723 egység sugarú gömb térfogata 1 583 082 329,1 térfogategység.